# Mary Russell Mitford
Mary Russell Mitford (ur. 16 grudnia 1787 w New Alresford w Hampshire, zm. 10 stycznia 1855 w Swallowfield w Berkshire) – angielska pisarka, autorka książki Our Village, opartego na obserwacjach poczynionych we wiosce Three Mile Cross, gdzie mieszkała pisarka.

## Życiorys
Była jedyną córką dr George’a Mitforda z Mitford. Rodzina mieszkała początkowo w dużej posiadłości w Reading i Grazeley, ale kiedy ojciec wydał cały swój majątek musieli przeprowadzić się do wioski Three Mile Cross. Tam spędziła większość życia. Mary rozpoczęła karierę pisarską. Sprzedaż jej książek przynosiła spore zyski, które jednak w większości pokrywały duże wydatki ojca. W 1837 Mitford otrzymała listę cywilną. Wkrótce potem przeprowadziła się do Swallowfield, gdzie zmarła w 1855, w wyniku ran odniesionych w wypadku.

## Twórczość
- Miscellaneous Poems, 1810 (napisane w stylu Samuela Taylora Coleridge'a i Waltera Scotta)
- Christina, or the Maid of the South Seas, 1811
- Blanch of Castile, 1812
- Poems on the Female Character, 1813
- Julian, 1823 (sztukę wystawiono w Covent Garden, główną rolę zagrał William Charles Macready)
- The Foscari, 1826 (sztukę wystawiono w Covent Garden, główną rolę zagrał Charles Kemble)
- Dramatic Scenes, Sonnets, and other Poems, 1827
- Rienzi, 1828 (sztuka wystawiana 34 wieczory z rzędu)
- Stories of American Life, 1830
- Mary Queen of Scots, 1831
- American Stories for Children, 1832
- Our Village, 1832
- Charles I, 1834 (początkowo lord szambelan nie zezwolił na jej wystawianie)
- Sadak and Kalascado, 1835
- Belford Regis, 1835
- Sketches of a Country Town, 1835
- Recollections of a Literary Life, or Books, Places and People, 1852
- Atherton and other Tales, 1854